# Nieuport 16
Nieuport 16 – francuski jednomiejscowy samolot myśliwski z okresu I wojny światowej.

## Historia
Nieuport 16C1 stanowił wersję rozwojową doskonałego francuskiego myśliwca przełomu 1915/1916 roku – Nieuporta 11 Bébé. Samolot, oblatany na początku 1916 roku, był konstrukcją wytwórni Societe Anonyme des Establissements Nieuport pod kierownictwem inż. Gustawa Delage. Zbudowany w koncepcji półtorapłata (płat dolny ma dużo mniejsze rozmiary niż górny) samolot był niemal identyczny z poprzednikiem  - różnił się tylko zastosowaniem mocniejszego napędu - silnika rotacyjnego Le Rhône 9J o mocy 81 kW (110 KM). Choć samolot zyskał na prędkości, zastosowanie cięższego silnika źle wpłynęło na stabilność maszyny, która stała się „ciężka na nos”. Odznaczał się też tendencją do przechyłów, co bez przerwy absorbowało pilota, jak również rozpędzał się nawet z wyłączonym silnikiem wskutek zwiększenia obciążenia powierzchni nośnej. Konieczne stało się więc powiększenie rozmiarów płatowca, co doprowadziło do powstania kolejnego myśliwca - Nieuporta 17.

## Konstrukcja

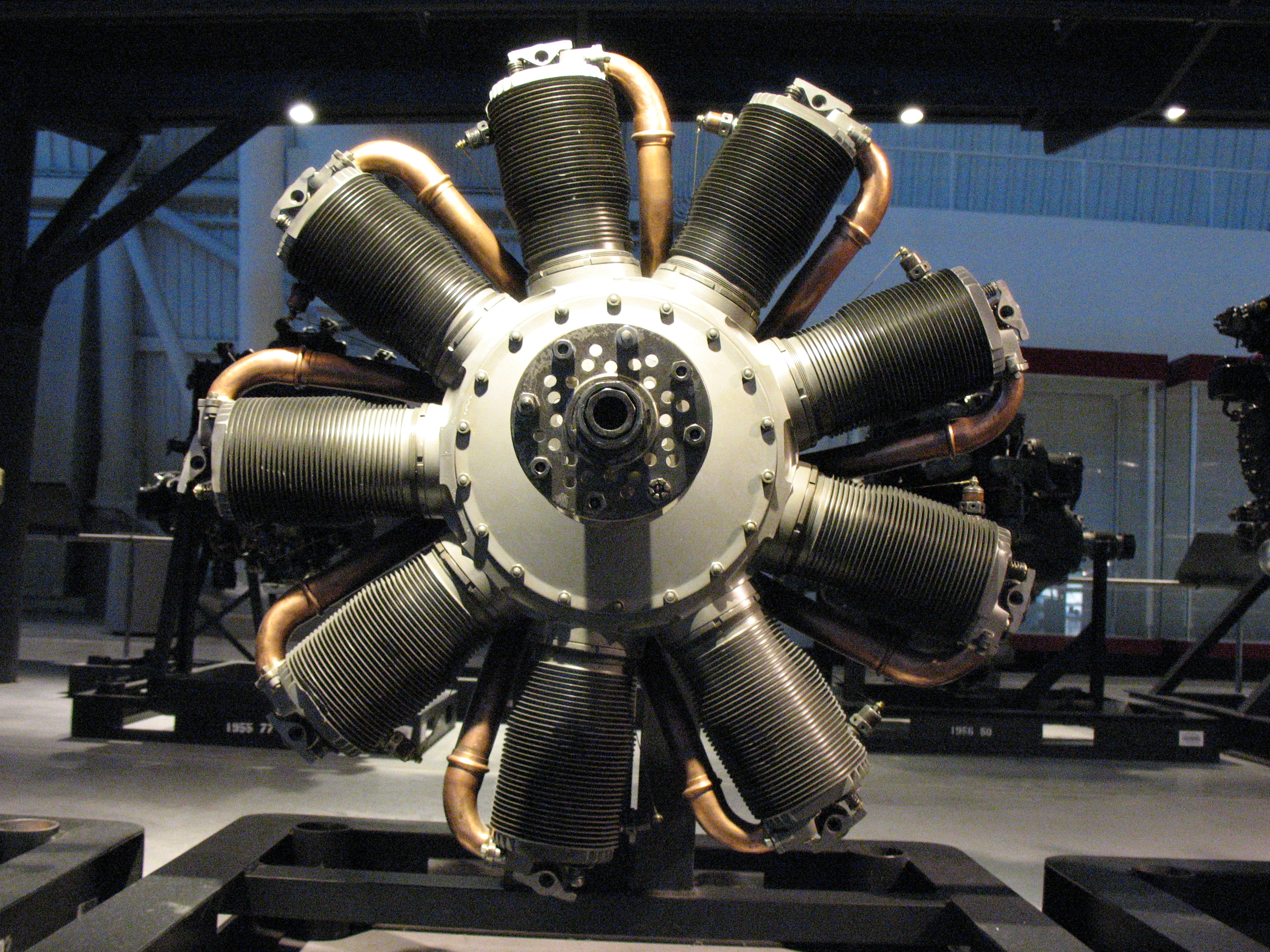
Silnik rotacyjny Le Rhône 9J

Był to jednomiejscowy dwupłat konstrukcji mieszanej. Przednią część kadłuba stanowiła kratownica z rur stalowych, zaś tylną kratownica drewniana wzmocniona drutem. Samolot był kryty w większości płótnem (jedynie osłonę silnika wykonano z aluminium). Boki samolotu płaskie, przekrój kadłuba trapezowy. Płaty konstrukcji drewnianej (górny dwudźwigarowy, dolny jednodźwigarowy), o skosie krawędzi natarcia 3°30', o płóciennym pokryciu. Drewniane słupki łączące płaty, wzmocnione drutami stalowymi, piramidka podtrzymująca płat górny nad kadłubem z rurek stalowych. Lotki na płacie górnym, usterzenie płaskie o szkielecie z rurek stalowych, pokryte płótnem, poruszane za pomocą linek. Brak tablicy przyrządów: w różnych częściach kabiny umieszczono busolę, zegar, obrotomierz i wysokościomierz. Podwozie dwukołowe, amortyzowane sznurem gumowym, z tylną płozą ogonową. Napęd stanowił 9-cylindrowy silnik rotacyjny Le Rhône 9J o mocy 81 kW (110 KM). Śmigło dwułopatowe, drewniane.
Uzbrojenie stanowił umieszczony nad górnym płatem karabin maszynowy Lewis kal. 7,7 mm (magazynek 47 naboi) strzelający ponad śmigłem (w samolotach użytkowanych w RFC w uchwycie Fostera), w części maszyn zastąpiony przez zsynchronizowany karabin maszynowy Vickers kal. 7,7 mm. Na niektórych egzemplarzach montowano też rakiety Le Prieur (jednorazowo 8 sztuk), służące do ataków na balony obserwacyjne i sterowce.

## Służba

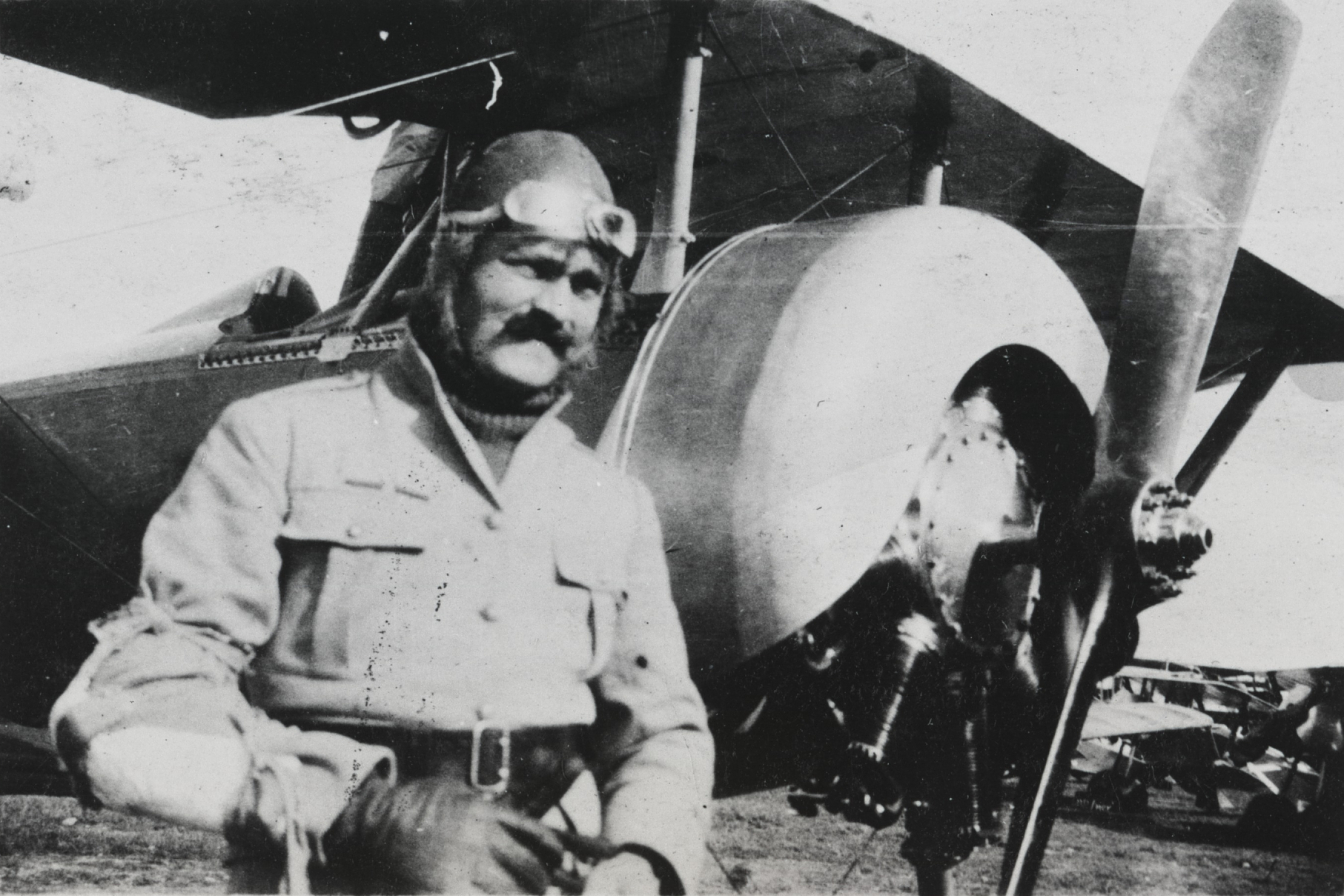
William Thaw, pilot z Lafayette Escadrille, przy Nieuport 16

Myśliwców Nieuport 16 używało lotnictwo francuskie – Aéronautique Militaire pod wojskowym oznaczeniem Nieuport 16C1 począwszy od wiosny 1916 roku, jak również lotnictwo brytyjskie. Latał na nich między innymi brytyjski as myśliwski - Albert Ball, w 11. Dywizjonie RFC, na maszynach o numerach A126 i A134 (na tej ostatniej w dniu 2 lipca 1916 roku podczas jednego lotu zestrzelił 2 niemieckie samoloty rozpoznawcze: Roland C.II i Aviatik typu C. Samolotem tego typu, wyposażonym w dwa nadskrzydłowe karabiny maszynowe Lewis, latał również w barwach lotnictwa belgijskiego (Aviation Militaire Belge) pilot Jan Olieslagers. Samoloty te dostarczono również Rosji, gdzie podjęto nawet produkcję licencyjną (wyprodukowano jednak niewiele egzemplarzy).

### Służba w lotnictwie polskim
W polskich formacjach lotniczych w Rosji używano jednego egzemplarza (nr 4365) samolotu Nieuport 16C1 produkcji francuskiej, który został w grudniu 1917 roku włączony do wyposażenia 2. Polskiego Oddziału Awiacyjnego, podporządkowanego później II Korpusowi Polskiemu w Rosji pod dowództwem gen. Józefa Hallera. Samolot był używany do kwietnia 1918 roku, kiedy to pozostawiono go na lotnisku w Jassach.